# Haigerloch
Haigerloch (pronunciación en alemán: /ˈhaɪ̯ɡɐˌlɔx/ⓘ) es un municipio situado en el noroeste de la Jura de Suabia, en el estado federado de Baden-Württemberg, Alemania.
Se encuentra entre los 430 y 550 metros sobre el nivel del mar en el valle del río Eyach, que se encajona al pasar por la localidad entre paredes de piedra caliza. Por esa razón Haigerloch es conocida en la zona como la Felsenstädtchen (pequeña ciudad de roca)
El primer documento que hace mención a Haigerloch data del año 1095. En el siglo XIII recibió el Stadtrecht o carta de ciudad. Perteneció al condado de Württemberg hasta el siglo XV en que pasó a dominio de la familia Hohenzollern. Posteriormente fue incorporado en el Reino de Prusia. Tras la Primera Guerra Mundial y la creación de la República de Weimar la ciudad de Haigerloch quedó enmarcada dentro del distrito rural de Hechingen, en el que permanecería hasta que este se fusionó con Balingen para formar el actual Distrito de Zollernnalb en 1973.
Entre 1943 y 1945 se llevaron a cabo en Haigerloch experimentos nucleares dentro del Proyecto Uranio, concebido por las autoridades nazis para construir una bomba nuclear. 